# Салосин, Николай Алексеевич
Николай Алексеевич Салосин — вначале наводчик орудия артиллерийского дивизиона 9-й механизированной бригады (5-й механизированный корпус, 6-я танковая армия, 2-й Украинский фронт), сержант, затем артиллерийского дивизиона 31-й гвардейской механизированной бригады (9-й гвардейский механизированный корпус, 6-я гвардейская танковая армия, 2-й Украинский фронт), гвардии сержант.

## Биография
Николай Алексеевич Салосин родился в крестьянской семье в посёлке Буланиха Бийского уезда Томской губернии (ныне — Зональный район Алтайского края). Окончил в 1939 году 9 классов школы, работал на машинно-тракторной станции. Учился в Новосибирской школе пилотов.
Зональным райвоенкоматом Алтайского края 5 апреля 1942 года был призван в ряды Красной армии. С августа 1943 года на фронтах Великой Отечественной войны.
Сержант Салосин 6 июня 1944 года в бою севернее города Яссы в составе расчета подбил 2 танка, чем способствовал отражению контратак противника. Был контужен, но продолжал вести огонь по противнику, выполняя приказы раненого командира орудия. Приказом по 9-му гвардейскому механизированному корпусу от 3 ноября 1944 года он был награждён орденом Славы 3-й степени Указом Президиума Верховного Совета СССР от 24 октября 1966 года он был перенаграждён орденом Славы 1-й степени.
В боях по уничтожению разрозненных групп противника к югу от населённого пункта Турда в Румынии 22 августа 1944 года артиллеристы с наводчиком сержантом Салосиным из орудия уничтожили противотанковую пушку, несколько вражеских повозок, до отделения пехоты, взяли в плен несколько солдат. Приказом по 5-му механизированному корпусу от 9 сентября 1944 он был награждён орденом Славы 3-й степени
В бою за населённый пункт Дерек в районе города Брно 5 мая 1945 года наводчик орудия гвардии сержант Салосин огнём орудия подбил бронетранспортёр, уничтожил 2 противотанковых орудия, станковый пулемёт с расчётом и до взвода солдат противника. Приказом по 6-й гвардейской танковой армии от 29 июня 1945 года он был награждён орденом Славы 2-й степени.
После Победы продолжал службу в Красной (Советской) армии. Участник Советско-японской войны, дошёл до Мукдена.
Был демобилизован в звании лейтенанта в 1947 году. В 1951 окончил Новосибирскую партшколу, в 1963 — Колыванский сельхозтехникум. С 1970 года — работал военруком в средней школе села Пихтовка. С 1973 капитан запаса.
В 1985 году в ознаменование 40-летия Победы он был награждён орденом Отечественной войны 1-й степени.
С 1986 жил в городе Павлодар, а в 1989 году переехал в город Малоярославец Калужской области.
Похоронен в Малоярославец.